# 千代田唯
千代田唯（ちよだ ゆい、1989年9月20日 - ）は、日本のタレント兼神職。

## 経歴・人物
1989年9月20日、東京都に生まれる。実家は都内にある有名な神社で、素戔嗚尊を祀る。
もともと小倉優子やモーニング娘。が大好きで、幼少時よりアイドルに憧れていた。どうしてもゆうこりんに会いたいという動機で立教大学法学部国際ビジネス法学科在学中にラジオの出演者募集に応募、芸能界デビューする。
祖母の薦めにより、23歳の時に神主の資格を取る。その時は「神主になったら肩書きが面白いから売れるかなぁ」という不純な動機だった。國學院大学または皇學館大学に通学するのではなく、実家の神社より推薦を受けて1か月間講習を受講、お祓いの作法や祝詞の読み方などを学ぶ。本人によると、作法の訓練で5時間正座したことが一番辛かった。
しかし、神主になったからと言って仕事が増えたわけではない。都内ライブハウスのアイドルイベントや「アイドルプロレス」にも出演。それらには崖っぷちのアイドルが多く出演していた。もう限界だ、とアイドルをやめようかと思っていた25歳のとき、テレビでバイトAKBのCMを目にする。1万人の応募者の中から50人の合格者に選ばれる。バイトAKBとしての活動は、本家AKBの影武者のようなものだった。本家のミュージックビデオを撮る際、先にバイトAKBの動きでカメラワークやライティングをチェックした。
バイトAKBの活動期間は半年とあらかじめ決まっていた。2015年2月28日、解散。卒業してからは「神主アイドル」として活動するも中々ブレイクせず、「どちらも中途半端にやるのではなく、神主としてのお仕事にもっと真剣に向き合おうと」思うようになる。
2019年11月、Miss Wine 2019で優勝。本人によると、それまでの人生で1番になったことがなかったので自分でもびっくりしている。
2020年頃、『GOLF TODAY』誌のイメージガール「GTバーディーズ」のメンバーとして活動。
2023年現在、叔父と父の3人で神主として実家の神社を取り仕切る。いずれ彼女が神社を継ぐ予定。

### ワインエキスパートとして
2018年、日本ソムリエ協会の行うJ.S.A.ワインエキスパート呼称資格認定試験に合格している。また、Wine & Spirit Education Trust（WEST）の行うWSET® ワイン レベル3資格取得済。2023年現在、アカデミー・デュ・ヴァンというワインスクールの講師。

### エピソード・その他
趣味は神社めぐり・お守り作り・歴史。特技はピアノ・ものまね・チアリーディング。好きな映画は『プラダを着た悪魔』、好きな本は六法全書。

## フィルモグラフィ

### DVD
- 恋人旅行（2017年7月28日、スパイスビジュアル）
- かわいいお姉さん（2017年11月24日、竹書房）
- Only Lesson お願い！唯先生 （2018年10月24日、イーネット・フロンティア）

### テレビ
- 恋愛観察バラエティー あいのり2（2011年3月 - 、フジテレビTWO / GYAO!）
- ゲーマーズTV 夜遊び三姉妹 〜今夜も上上下下左右左右BA〜（2012年6月21日、日本テレビ）
- 音龍門（2012年、日本テレビ） - 朗読少女
- AKBでアルバイト（2014年11月4日 - 不定期出演、フジテレビ）
- GO!GO!九ちゃんフィッシング（2016年7月23日 - 、TOKYO MX）
- 超逆境クイズバトル!! 99人の壁（2018年10月20日、2019年6月8日 - ジャンル「神社」で出場、フジテレビ）
- 有吉ジャポン（2019年4月6日、TBSテレビ）

### ラジオ
- またまたゴチャ・まぜっ!（2009年4月 - 11月、MBSラジオ）
- アロ～ハ!! 大崎潔のがんばれハワイ（2025年6月7月 - 、ミュージックバード）

## 出演

### イベント
- バラエティトークイベント「ハコニワ」（2010年6月27日・12月23日）
- つんく♂プロデュース「ザ☆キラー・コンテンツ!」（2010年12月29日）
- ハイパーミーティング2019（2019年3月17日、筑波サーキット）

### 舞台
- Office FREESIZE主催
  - 「この作品はフィクションであり、実在する人物、団体等とは一切関係ありません2」（2015年10月16日 - 18日、シアターサンモール）
  - 「shuffle!3」（2016年5月27日 - 30日、高円寺明石スタジオ）
  - 「チア!!」（2017年2月24日 - 26日、日暮里d-倉庫）
- GO!JET!GO!GO! Vol.1（2015年11月27日 - 12月2日、アクアスタジオ）

## 出版

### 雑誌連載
- De☆View「ちよゆんのゴチャレポ」（2008年12月 - 2009年6月、オリコン・エンタテインメント）
- 週刊プレイボーイ（2013年）
- FLASH（2013年）
- GOLF TODAY「GTバーディーズ」（2017年4月 - 、株式会社三栄）